# Джон, Джордж
Джордж Джон (англ. George John; 20 марта 1987, Шорлайн, Вашингтон, США) — американский футболист, центральный защитник.

## Карьера

### Молодёжная карьера
В 2005—2008 годах Джон обучался в Вашингтонском университете по специальности «Управление бизнесом» и играл за университетскую футбольную команду «Вашингтон Хаскиз» в Национальной ассоциации студенческого спорта.

### Клубная карьера
15 января 2009 года на Супердрафте MLS Джон был выбран в первом раунде под общим 14-м номером клубом «Даллас». Клуб подписал с ним контракт 3 марта 2009 года. Его профессиональный дебют состоялся 4 апреля 2009 года в матче против «Нью-Инглэнд Революшн». 16 мая 2009 года в матче против «Сиэтл Саундерс» он получил травму правого подколенного сухожилия, вынудившую его пропустить следующие шесть матчей. 17 октября 2009 года в матче против «Колорадо Рэпидз» он забил свой первый гол в профессиональной карьере.
Джон удостоился Премии Харри Агганиса AHEPA за 2010 год.
21 ноября 2010 года в матче за Кубок MLS, в котором «Даллас» встретился с «Колорадо Рэпидз», Джон забил автогол в экстра-тайме, срезав в свои ворота удар нападающего соперников Макумбы Канджи, что стоило его команде чемпионского титула.
В августе 2011 года Джоном интересовался английский «Блэкберн Роверс», но стороны не смогли прийти к соглашению.
12 января 2012 года Джон отправился в аренду в клуб английского Чемпионшипа «Вест Хэм Юнайтед» на два месяца, до 5 марта, с опцией выкупа. 2 марта 2012 года, не сыграв ни одного матча за основной состав «молотобойцев», он вернулся в «Даллас».
26 мая 2012 года в матче против «Реал Солт-Лейк» получил сотрясение мозга, из-за чего пропустил семь матчей. 4 декабря 2012 года Джон подписал новый многолетний контракт с «Далласом».
13 апреля 2013 года во время матча против «Лос-Анджелес Гэлакси» металлическая банка из-под пива, брошенная с трибун, разбила Джону голову. Игроку были наложены швы. Фанат, кинувший предмет, был арестован.
В июне — июле 2013 года он пропустил четыре матча вследствие растяжения подколенного сухожилия. Джон был отобран в неактивный состав Матча всех звёзд MLS 2013.
В сезоне 2014 не играл из-за травмы правого колена, по поводу чего 31 июля 2014 года перенёс восстановительную операцию. По окончании сезона 2014 «Даллас» не стал продлевать контракт с Джоном.
10 декабря 2014 года на Драфте расширения MLS Джон был выбран клубом «Нью-Йорк Сити». Однако, несмотря на то, что он числился в составе клуба в течение сезона, контракт с ним не был официально подписан.

### Международная карьера
В мае 2011 года Джон был приглашён в тренировочный лагерь сборной Греции.
22 декабря 2011 года Джон был вызван в сборную США, в ежегодный январский тренировочный лагерь, завершавшийся товарищескими матчами со сборными Венесуэлы и Панамы. Но 4 января 2012 года он покинул сбор для решения клубных вопросов.

## Статистика
| Выступление               | Выступление      | Выступление      | Лига | Лига | Плей-офф | Плей-офф | Кубок | Кубок | ЛЧ КОНКАКАФ | ЛЧ КОНКАКАФ | Итого | Итого |
| Клуб                      | Лига             | Сезон            | Игры | Голы | Игры     | Голы     | Игры  | Голы  | Игры        | Голы        | Игры  | Голы  |
| ------------------------- | ---------------- | ---------------- | ---- | ---- | -------- | -------- | ----- | ----- | ----------- | ----------- | ----- | ----- |
| Даллас                    | MLS              | 2009             | 16   | 1    | —        | —        | 1     | 0     | —           | —           | 17    | 1     |
| Даллас                    | MLS              | 2010             | 25   | 0    | 3        | 1        | 1     | 0     | —           | —           | 29    | 1     |
| Даллас                    | MLS              | 2011             | 31   | 3    | 1        | 0        | 2     | 0     | 7           | 0           | 41    | 3     |
| Даллас                    | MLS              | 2012             | 23   | 0    | —        | —        | 1     | 0     | —           | —           | 24    | 0     |
| Даллас                    | MLS              | 2013             | 24   | 2    | —        | —        | 3     | 0     | —           | —           | 27    | 2     |
| Даллас                    | MLS              | 2014             | 0    | 0    | 0        | 0        | —     | —     | —           | —           | 0     | 0     |
| Даллас                    | Итого            | Итого            | 119  | 6    | 4        | 1        | 8     | 0     | 7           | 0           | 138   | 7     |
| Вест Хэм Юнайтед (аренда) | Чемпионшип       | 2011/12          | 0    | 0    | —        | —        | —     | —     | —           | —           | 0     | 0     |
| Всего за карьеру          | Всего за карьеру | Всего за карьеру | 119  | 6    | 4        | 1        | 8     | 0     | 7           | 0           | 138   | 7     |

Источники: Transfermarkt, Soccerway, Footballdatabase.eu, SoccerStats.us.